# Tobias Robert Thalén
Tobias Robert Thalén (* 28. Dezember 1827 in Köping; † 27. Juli 1905 in Uppsala) war ein Professor der Physik und lehrte an der Universität von Stockholm. Einer seiner Schüler war Svante Arrhenius, den er wegen seiner Begabung förderte.

## Leben
Thalén war der Sohn von Jacob Thalén und dessen Frau Maria Elisabeth (geborene Weijel). Er studierte seit 1849 an der Universität in Uppsala und wurde dort 1854 zum „Doctor philosophiae“ promoviert. Seit 1856 lehrte er als außerordentlicher Professor für Astronomie an der Universität. Durch ein Stipendium konnte er in den Jahren 1856 bis 1859 eine Studienreise nach England, Frankreich und Deutschland unternehmen. Nach seiner Rückkehr wurde er zunächst zum außerordentlichen Professor der Physik und 1861 zum Assistenzprofessor für Physik und Mechanik ernannt. In den Jahren 1869 bis 1870 arbeitete er als Professor für Physik am Institut für Technologie in Stockholm und wurde 1873 zum Professor für Mechanik an der Universität Uppsala ernannt. Von 1889 bis 1891 war er stellvertretender Rektor der Universität.
Er bekleidete weitere Ämter und war unter anderem von 1865 bis 1879 Zensor der Immatrikulationsprüfungen, vertrat Schweden 1881 auf dem Internationalen Elektrizitätskongress in Paris. Seit der Gründung 1885 gehörte er dem Internationalen Komitee für Gewichte und Maße an und nahm 1889 an der ersten Generalkonferenz für Maß und Gewicht teil. Von dort brachte er die nationalen Vergleichsprototypen für den Meter (Urmeter) und das Kilogramm (Urkilogramm) mit in die Heimat. Er beschäftigte sich mit Magnetismus und Spektralanalyse und beteiligte sich unter anderem an den Forschungen Anders Jonas Ångströms zum Sonnenspektrum, die er später fortsetzte.
1884 wurde ihm die Rumford-Medaille für seine spektroskopische Forschung verliehen. 1886 wurde er zum Ehrenmitglied (Honorary Fellow) der Royal Society of Edinburgh gewählt.

## Familie
Thalén war seit 1862 Ton[n]y Carolina (geborene Kraak) verheiratet und hatte mindestens eine Tochter.
- Ellen Maria Carolina Thalén (* 4. Januar 1864) ⚭ 4. April 1888 mit Johan von Bahr (* 1. Januar 1860)[2]
  - Margit Elisabeth
  - Märta Caroline
  - Ellen Marianne

Er hatte einen jüngeren Halbbruder Axel Richard Thalén (* 24. August 1848).

## Rezeption
- Im Jahr 1902 stiftete er den „Thalénska priset“ für die Königliche Gesellschaft der Wissenschaften in Uppsala, der er 20 Jahre lang als Sekretär und über 40 Jahre als Bibliothekar angehörte.[4] Dieser Preis wurde unter anderem 1907 an den Astronomen und Physiker Clas Bernhard Hasselberg (1848–1922) vergeben.[5]
- Das Mineral Thalénit wurde nach ihm benannt.[6]

## Publikationen (Auswahl)
- Om grunderna för differentialkalkylen. Akademisk afhandling, etc. 1854 (books.google.de – Hochschulschrift).
- Spektralanalysens historik. Edquist et Berglund, Uppsala 1866 (babel.hathitrust.org).
- Untersuchung von Eisenerzfeldern durch magnetische Messungen. A. Felix, Leipzig 1879.